# Trường Đại học An Giang, Đại học Quốc gia Thành phố Hồ Chí Minh
Trường Đại học An Giang (tiếng Anh: An Giang University – AGU) là một trường đại học đa ngành, thành viên của Đại học Quốc gia Thành phố Hồ Chí Minh tại An Giang - hệ thống đại học đa thành viên có vai trò nòng cốt tại Việt Nam.
Ngoài đào tạo, trường còn có nhiệm vụ nghiên cứu, ứng dụng và chuyển giao công nghệ cho doanh nghiệp và Chính phủ.
Trường có xuất phát điểm là Trường Cao đẳng Sư phạm được Bộ Giáo dục thành lập năm 1976. Đến năm 1995, tỉnh quyết định sáp nhập hai trường Trung học Sư Phạm và Cao đẳng Sư Phạm thành một và lấy tên mới là Cao đẳng Sư Phạm An Giang chuyên đào tạo giáo viên. Ban đầu trường được đặt dưới sự quản lý của Ủy ban nhân dân (UBND) tỉnh An Giang; đến năm 2019, trường chính thức trực thuộc Đại học Quốc gia Thành phố Hồ Chí Minh.

## Lịch sử

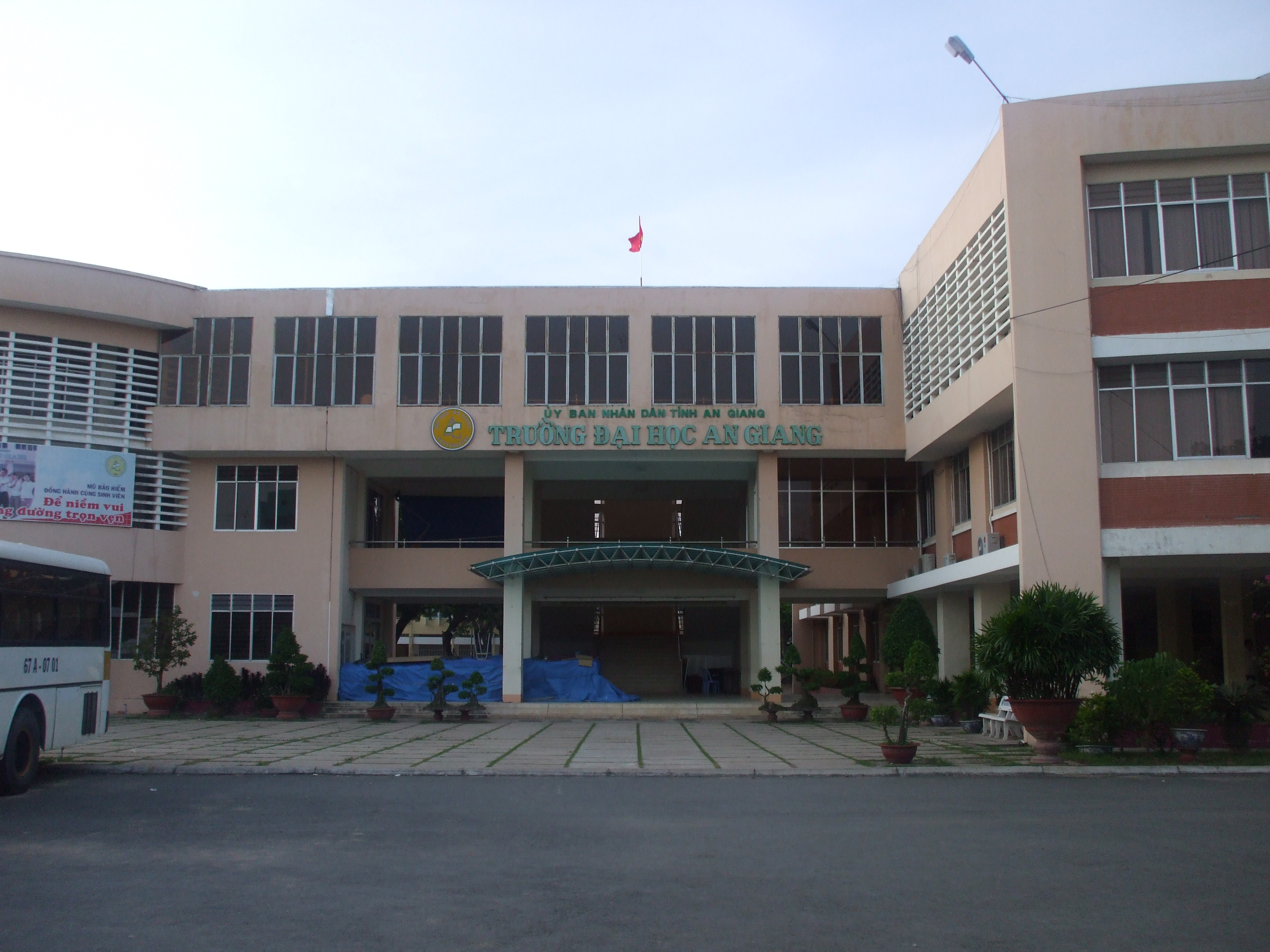
Cổng trường Đại học An Giang khu cũ

Năm 1970, Trường Văn khoa và Sư phạm (đôi lúc được gọi là trường Sư phạm hoặc phân khoa Sư phạm) thuộc Viện Đại học Hòa Hảo khai giảng khóa đầu tiên sau khi được chấp thuận từ người đứng đầu Việt Nam Cộng hòa nhân dịp đi dự lễ khánh thành trụ sở Trung ương Giáo hội Phật giáo Hòa Hảo vào tháng 4 năm 1970, chính thức vào năm 1971 bằng Nghị định số 1674-GD/KHPC/NĐ của Việt Nam Cộng Hòa.
Sau năm 1975, Trường Cao đẳng Sư Phạm An Giang được thành lập trên cơ sở Trường Văn khoa và Sư phạm thuộc Viện Đại học Hòa Hảo do Bộ Giáo dục ban hành vào năm 1976, sau đó đến năm 1985 thì giao lại cho tỉnh An Giang quản lý rồi được sáp nhập thành Cao đẳng Sư Phạm An Giang chuyên đào tạo giáo viên vào năm 1995 trên cơ sở hai trường Trung học Sư Phạm và Cao đẳng Sư Phạm.
Trường Đại học An Giang được thành lập theo quyết định số 241/1999/QĐ-TTg ngày 30 tháng 12 năm 1999 của Thủ tướng chính phủ, là trường Đại học công lập thứ hai được thành lập ở vùng Đồng bằng sông Cửu Long và khai giảng niên học đầu tiên ngày 9 tháng 9 năm 2000. Xây dựng trên cơ sở trường Cao đẳng Sư phạm An Giang, Trường Đại học An Giang là trường đại học công lập trong hệ thống các trường đại học Việt Nam, trực thuộc Ủy ban nhân dân tỉnh An Giang. Ngoài đào tạo trường còn có nhiệm vụ nghiên cứu, ứng dụng và chuyển giao công nghệ trong vùng.
Từ 2000-2001, Đại học An Giang tuyển sinh khóa đầu tiên với 5 ngành đào tạo đại học. Đến năm 2005–2006, trường đã có 42 ngành đào tạo chính quy trong đó có 20 ngành hệ đại học.
Ngày 8 tháng 12 năm 2016, Thủ tướng có văn bản đồng ý chủ trương chuyển Trường Đại học An Giang từ trường Đại học chịu sự quản lý trực tiếp của UBND tỉnh An Giang thành trường Đại học thành viên của Đại học Quốc gia TP. HCM.

Ngày 13 tháng 8 năm 2019, Trường Đại học An Giang chính thức trực thuộc Đại học Quốc gia TP HCM, theo quyết định của Thủ tướng Chính phủ Việt Nam.

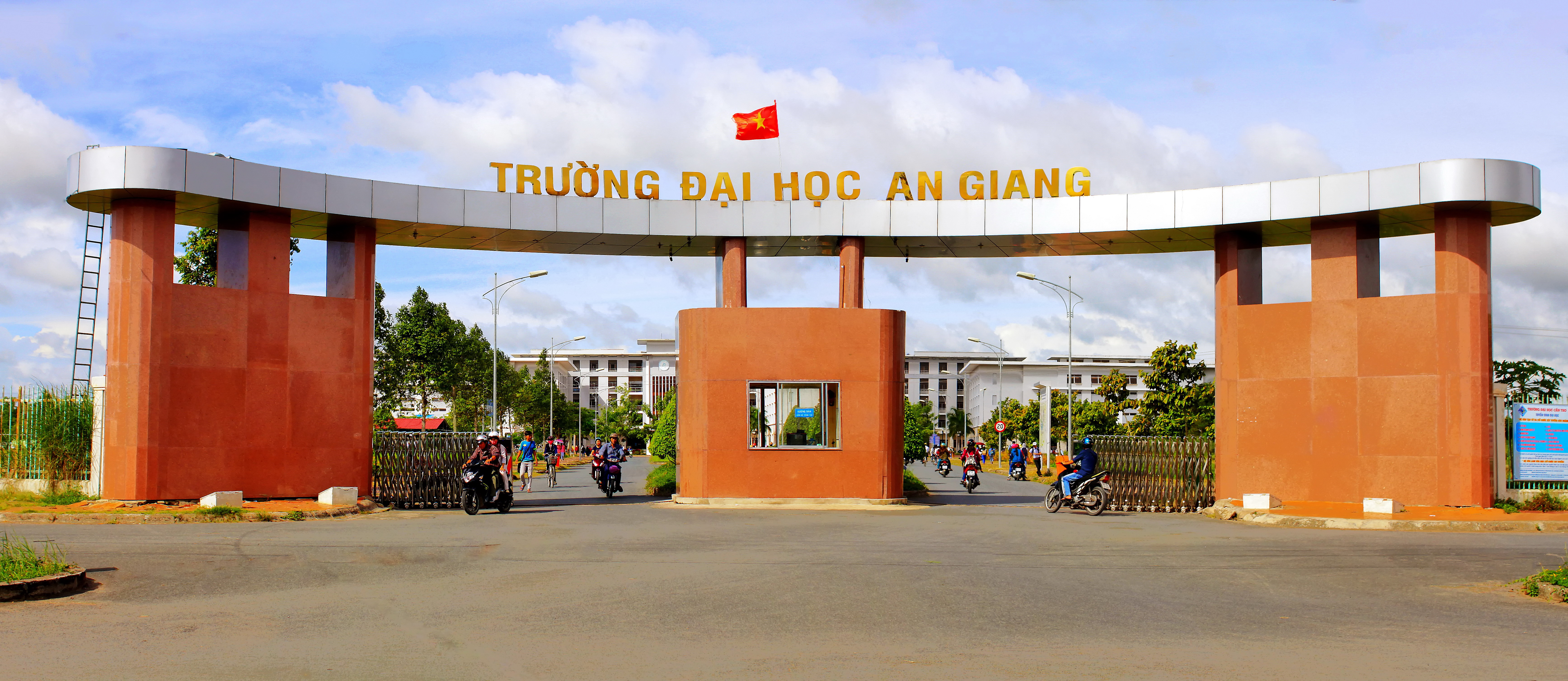
Cổng trường Đại học An Giang khu mới

## Chất lượng đào tạo

### Kiểm định chất lượng đào tạo
Trường đã được hệ thống Đại học Quốc gia kiểm định chất lượng đào tạo hiện tại của trường đạt 80% so với tiêu chuẩn về chất lượng giáo dục của hệ thống vào ngày 31 tháng 1 năm 2018.

### Đội ngũ giảng viên
Tính đến tháng 6 năm 2017, trường có 490 giảng viên. Trong đó có 3 phó giáo sư, 40 tiến sĩ, 367 thạc sĩ và 80 giảng viên có trình độ đại học.

### Cơ sở vật chất[10]
- Diện tích phòng học: 27.741 m2.
- Số phòng học: 281 phòng học.
- Thư viện: diện tích 6.649 m2 với 102.130 quyển sách.
- Phòng thí nghiệm: diện tích 14.019 m2 với 239 dụng cụ thí nghiệm chuyên dụng.

### Tiến trình sáp nhập vàoĐại học Quốc gia Thành phố Hồ Chí Minh
Ngày 31 tháng 1 năm 2018, trường đã được hệ thống Đại học Quốc gia kiểm định chất lượng đào tạo, hiện tại trường đã đạt 80% so với tiêu chuẩn về chất lượng giáo dục của hệ thống.
Ngày 13 tháng 8 năm 2019, Trường Đại học An Giang chuyển đơn vị chủ quản từ UBND tỉnh An Giang sang Đại học Quốc gia TPHCM, theo quyết định của Thủ tướng Chính phủ Việt Nam.

## Hiệu trưởng và phó hiệu trưởng

### Hiệu trưởng qua các thời kì:
- 12/1999 - 11/2007: NGND. GS. TS. Võ Tòng Xuân.
- 11/2007 - 7/2012: ThS. Lê Minh Tùng.
- 07/2012 - nay: PGS. TS. Võ Văn Thắng.

### Phó hiệu trưởng hiện nay:
- PGS. TS. Trần Văn Đạt.
- PGS. TS. Hồ Thanh Bình

## Nghiên cứu khoa học
Công tác nghiên cứu khoa học là một nhiêm vụ quan trọng được nhà trường quan tâm bên cạnh nâng cao chất lượng giáo dục và đào tạo. Ngay từ khi mới thành lập, nhà trường đã áp dụng hàng loạt chế độ chính sách ưu đãi cho cán bộ, giáo viên, công nhân viên và sinh viên như: khen thưởng hàng năm đối với những đề tài có chất lượng, ban hành các quy định nhằm tạo điều kiện tốt cho người tham gia nghiên cứu khoa học.
Tạp chí Khoa học trường Đại học An Giang giới thiệu và công bố kết quả nghiên cứu của trường ở nhiều lĩnh vực thuộc khoa học lý thuyết và ứng dụng, bao gồm: (a) Khoa học Tự nhiên, Công nghệ và Môi trường; b) Nông nghiệp, Thủy sản và Công nghệ Sinh học; (c) Khoa học Xã hội, Nhân văn và Giáo dục và (d) Khoa học Chính trị, Kinh tế và Pháp luật. Nội dung được công bố và giới thiệu của Tạp chí là các kết quả nghiên cứu, công trình tổng quan lý thuyết và thực tiễn chưa được xuất bản trên bất kỳ tạp chí nào khác.
Từ năm 2017, Tạp chí Khoa học trường Đại học An Giang đã được Hội đồng Chức danh Giáo sư Nhà nước chấp nhận đưa vào danh mục tạp chí được tính điểm công trình khoa học ở 6 hội đồng chức danh chức danh Giáo sư ngành và liên ngành.

## Quan hệ trong nước và quốc tế
Nhằm nâng cao chất lượng giáo dục và đào tạo, nâng cao uy tín của mình, Đại học An Giang đã ký kết hợp tác với nhiều viện, Đại học trong và ngoài nước để nghiên cứu và đào tạo, trong đó nghiên cứu chủ yếu ở các lĩnh vực nông nghiệp, kinh tế nông nghiệp và phát triển nông thôn. Gồm các trường Đại học và tổ chức liên kết sau:
| STT | Tên trường Đại học và tổ chức liên kết                      | Ngày ký kết |
| --- | ----------------------------------------------------------- | ----------- |
| 1   | TT Quản lý nước & Biến đổi khí hậu (WACC), ĐHQG TPHCM       | 23.03.2015  |
| 2   | Đại học Duy Tân                                             | 25.07.2016  |
| 3   | Công ty Cổ phần Xây dựng, Dịch vụ và Hợp tác lao động OLECO | 20.04.2014  |
| 4   | Viện Địa lý và Tài nguyên TP. HCM                           | 24.07.2013  |
| 5   | Viện lúa ĐBSCL                                              | 09.06.2009  |
| 6   | Trung tâm đào tạo khu vực của SEAMEO tại Việt Nam           | 31.08.2009  |

| STT | Quốc gia    | Tên trường Đại học và tổ chức liên kết                       | Ngày ký kết           |
| --- | ----------- | ------------------------------------------------------------ | --------------------- |
| 1   | Ai-len      | Đại học Griffth                                              | 10.05.2013            |
| 2   | Campuchia   | Viện BrightHope                                              | 05.05.2013            |
| 3   | Canada      | Đại học Toàn Cầu                                             | 15.12.2016            |
| 4   | Đài Loan    | Đại học khoa học kỹ thuật hải dương quốc lập Cao Hùng        | 2004                  |
| 5   | Đài Loan    | Đại học Khoa học và công nghệ Pingtung                       | 14.12.2008            |
| 6   | Đài Loan    | Đại học Yuan Ze                                              | 03.08.2011            |
| 7   | Đức         | Khoa Kỹ thuật Khoa học, Đại học Khoa học Ứng dụng (FH OOW)   | 12.12.06              |
| 8   | Hà Lan      | Đại học Khoa học Ứng dụng HZ Hà Lan                          | 2016                  |
| 9   | Hàn Quốc    | Đại học Quốc gia Hanbat                                      | 23.04.2010            |
| 10  | Hoa Kỳ      | Đại học Edgewood                                             | 24.01.2005            |
| 11  | Hoa Kỳ      | Tổ chức tình nguyện viên Châu Á                              | 12.01.2005            |
| 12  | Hoa Kỳ      | Đại học Bang West Virginia                                   | 12.05.2006            |
| 13  | Hoa Kỳ      | Đại học Bang Ferris                                          | 28.01.2006            |
| 14  | Hoa Kỳ      | Đại học Apollos                                              | 16.06.2006            |
| 15  | Hoa Kỳ      | Ủy ban Trung ương Mennonite                                  | 26.01.2007            |
| 16  | Hoa Kỳ      | Đại học Bang Indiana                                         | 20.12.2016            |
| 17  | Israel      | Đại học Ben Guiron                                           | 26.05.2014            |
| 18  | Indonesia   | Khoa Nông nghiệp, Đại học Andalas                            | 11.11.2013            |
| 19  | Indonesia   | Đại học Andalas                                              | 26.05.2016            |
| 20  | Indonesia   | Trung tâm SEAMEO Biotrop                                     | 28.05.2013 19.12.2011 |
| 21  | Lào         | Đại học Champasack                                           | 07.11.2010            |
| 22  | New Zealand | Đại học Massey                                               | 22.11.2016            |
| 23  | Nhật Bản    | Tổ chức Joint Grass-Roots Fukuoka                            | 01.06.2004            |
| 24  | Nhật Bản    | Viện nghiên cứu môi trường quốc gia Tsukuba                  | 2005                  |
| 25  | Nhật Bản    | Đại học Kagoshima                                            | 07.08.2013            |
| 26  | Nhật Bản    | Đại học Saga                                                 | 11.03.2013            |
| 27  | Nhật Bản    | Đại học Miyagi                                               | 08.09.2014            |
| 28  | Pháp        | Trường Khoa học và xử lí công nghệ thông tin quốc tế EISTI   | 02.02.2007 19.06.2012 |
| 29  | Pháp        | Đại học Sinh học Công nghiệp                                 | 20.08.2012            |
| 30  | Pháp        | Đại học Cergy-Pontoise                                       | 12.12.2012            |
| 31  | Philippines | Quỹ gạo Châu Á                                               | 27.06.2006            |
| 32  | Singapore   | Pan System                                                   | 15.07.2004            |
| 33  | Thái Lan    | Viện Công nghệ Châu Á (AIT)                                  | 10.12.2012            |
| 34  | Thái Lan    | Đại học Công nghệ Thonburi King Mongkut                      | 15.08.2016            |
| 35  | Thái Lan    | Đại học Assumption                                           | 05.07.2017            |
| 36  | Thái Lan    | Đại học Mahidol                                              | 04.07.2017            |
| 37  | Úc          | Đại học Công nghệ Queensland                                 | 29.01.2010 03.11.2016 |
| 38  | Úc          | Viện nghiên cứu Xã hội và nhân khẩu học, Đại học Quốc gia Úc | 30.05.2013            |
| 39  | Ý           | Quỹ Fondazione Edmund Mach                                   | 22.08.2016            |
| 40  | Khác        | Chương trình ASIAN CORE                                      | 17.11.2008            |